# Michael Iongbloed
Michael Iongbloed (Wemmel, 11 mei 1987) is een Belgisch danser en choreograaf. Hij is afgestudeerd aan de Koninklijke Balletschool van Antwerpen. Hij specialiseert zich vooral in moderne dans, lyrical jazz en klassiek ballet. Momenteel (2011) werkt hij door heel Europa als choreograaf en danser.
Op 29 november 2009 stond Iongbloed in de finale van het televisieprogramma So You Think You Can Dance waarin België en Nederland op zoek gingen naar de beste dansers van de Lage Landen. Hij werkte zich tijdens de liveshows op tot een van de topfavorieten en eindigde bij de laatste drie.
Iongbloed was in 2009 een van de dansers in de internationale musical Notre-Dame de Paris. In 2010 choreografeerde hij het finalenummer voor Louis Talpe en Leila Akcelik tijdens Sterren op de dansvloer. Hij stond de afgelopen jaren al op het podium met onder anderen AnnaGrace, Sylver, Pixie Lott en Fawni.
In begin 2011 deed Iongbloed mee aan The Ultimate Dance Battle en werd een van de vijf dansers in de crew van Laurent Flament. Voor de liveshows trok Iongbloed zich wegens persoonlijke redenen terug en werd vervangen door een andere danser.